# Casa do Cantador

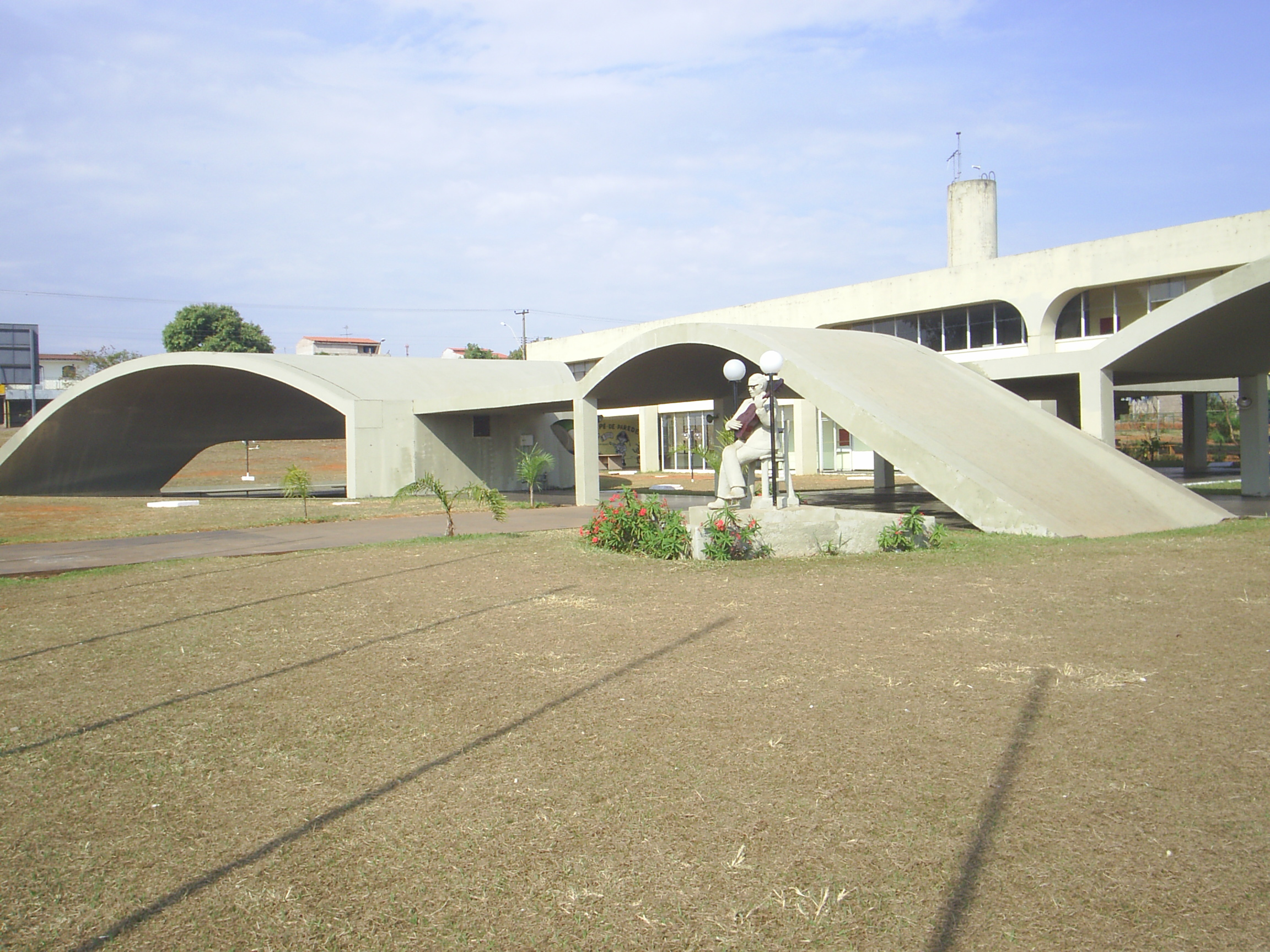
Casa do Cantador, em Ceilândia

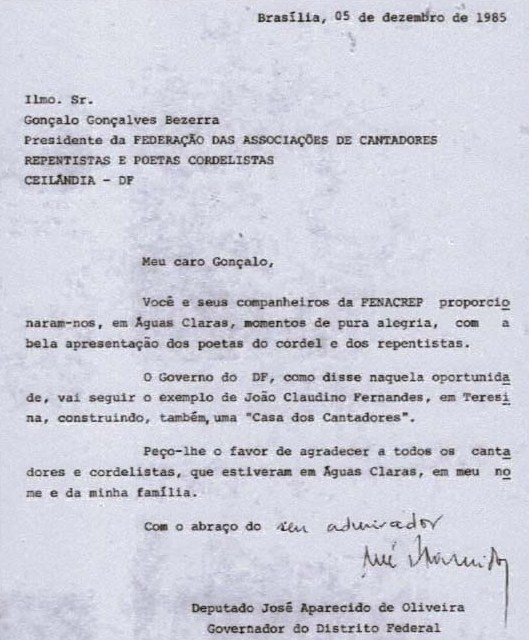
Carta do governador José Aparecido de Oliveira tratando sobre a edificação do palácio da poesia.

A Casa do Cantador é um espaço cultural brasileiro, situado em Ceilândia, no Distrito Federal. Sendo um dos espaços mais importantes, que abarca todos os movimentos artísticos e culturais do local.
Conhecida como Palácio da Poesia, é uma edificação moderna projetada pelo arquiteto Oscar Niemeyer, cujo desenho foi inspirado pela canção Asa Branca de Luiz Gonzaga, com o propósito de homenagear os imigrantes nordestinos que vieram para o Distrito Federal em busca de melhores condições de vida. 

## História
A Casa do Cantador nasceu da necessidade dos artistas locais que não tinham, até então, um espaço para manifestarem a sua arte e sua cultura.
Em meados dos anos 1980 um grupo de poetas, cordelistas, sanfoneiros e vários apologistas do repente foram à residência oficial do governador José Aparecido em Águas Claras reivindicar um espaço para esses artistas manifestarem a sua arte por meio do repente, um ponto de encontro da cultura nordestina e de admiradores cultura popular.
O então governador José Aparecido recebeu todos os artistas e prometeu criar a casa do Cantador. O projeto contou também com recursos do governo Área Federal e projeto arquitetônico de Oscar Niemeyer.
Em 9 de novembro de 1986 foi inaugurada a Casa do Cantador, marco do repente no planalto central, com a presença do então presidente José Sarney, um grande admirador dos repentistas e cordelistas, além de Luiz Gonzaga, um dos mais importantes representante da cultura nordestina.
Em poco tempo, a casa do cantador virou um ponto de encontro de poetas, forrozeiros e nordestinos que vem ouvir seus artistas e comer a tradicional buchada de bode além do baião de dois.
Devido à sua importância, o local atualmente se tornou um grande centro cultural da cidade, recebendo desde artistas da cena cultural de Ceilândia a grandes manifestações culturais, a exemplos dos Festivais Nacional e Regional de Cantadores repentistas, encontros dos Forrozeiros do DF, as Feiras de arte e cultura da Ceilândia. Projetos que receberam artistas renomados como: Alceu Valença, Geraldo Azevedo, Xangai, Dona Lia de Itamaracá, Irmãs Galvão, Zé Mulato e Cassiano, Jackson Antunes, Zeca baleiro, além dos mais importantes repentistas do nordeste Brasileiro. 

## Por Dentro da Casa

### Estátua de um cantador
Na entrada da Casa do Cantador temos uma obra do poeta e escultor cearense Alberto Porfírio, o “Cantador Anônimo”.

### Cordelteca João Melchiades Ferreira[1]
Conta também a Cordelteca João Melchiades Ferreira, inaugurada no final do ano 2019. O espaço, que contabiliza cerca de 1,5 mil cordéis e livros, presta homenagem ao poeta e romancista paraibano, autor do Romance do Pavão Misterioso. A cordelteca ganhou um painel do artista plástico Valdério Costa, com xilogravuras que incluem a representação do Pavão Misterioso.

### Anfiteatro
É um espaço com capacidade de 280 pessoas ou um público infantil de 350 (crianças) que pode ser utilizado para apresentações musicais, cênicas, de mamulengos além de palestras e encontros comunitários. Já teve inclusive exibições de películas (à noite) com um resultado muito bom.

### Sala Multiuso (Térreo)
O espaço é voltado para oficinas, aulas teóricas, palestras, workshops, refeitório (por estar ligada a cozinha) além poder realizar pequenas apresentações ou até mesmo um pequeno salão para apresentações de forró.

### Sala Multiuso (1º Andar)
O espaço é destinado para oficinas, cursos, palestras, workshops e aulas de música.